# 콜리세움 (헤타페)

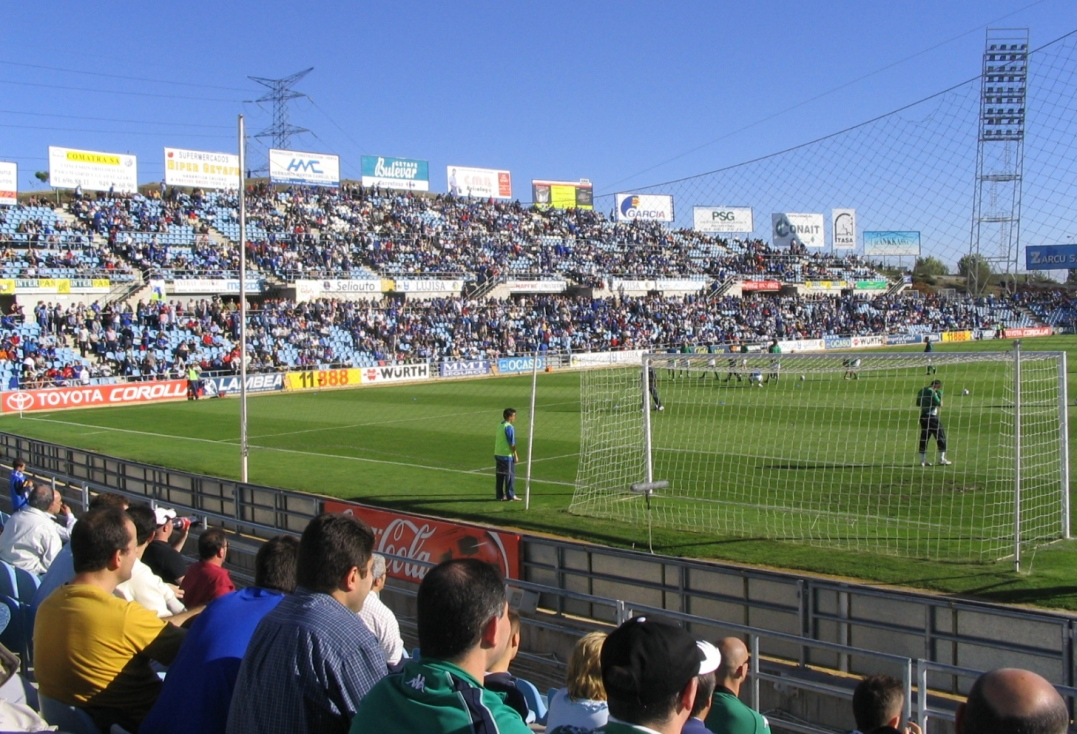
2004년, 경기장에서 직관하는 관중들

콜리세움(스페인어: Coliseum)은 이전에 알폰소 페레스 콜리세움 경기장(스페인어: Estadio Coliseum Alfonso Pérez esˈtaðjo koliˈsewn alˈfonso ˈpeɾeθ[*])으로 알려졌던 스페인 헤타페의 축구 경기장이다. 이 구장은 헤타페의 안방 구장으로도 알려져 있다.

## 경기장
이 경기장은 1998년에 개장하여, 몇 차례 확장 공사를 통해 17,393명을 수용할 수 있게 설계되었고, 2009-10 시즌에는 평균 10,579명(총 수용력의 62.2%)이 경기장을 찾았고, 2010-11 시즌에는 9,072명이 입장했다. 서쪽 스탠드에 지붕이 설치되어 서쪽 관중석 대부분을 악천후로부터 막아냈다. 근래에 콜리세움을 찾는 지지자들은 9,000명을 약간 넘어서는 정도에 그친다.
헤타페는 1998년 8월 30일부터 이 곳을 안방 구장으로 쓰기 시작했는데, 첫 경기 상대는 탈라베라로 이 때부터 지난 시즌에 보금자리였던 라스 마르가리타스 시립 경기장을 떠나 1년 동안 머물렀던 후안 데 라 시에르바 경기장에서 나왔다. 비록 헤타페는 1998년 8월 30일에 첫 경기를 치렀지만, 개장식은 그로부터 이틀 후인 1998년 9월 2일에 진행되었고, 개장 기념으로 아틀레티코 마드리드, 도르트문트, 그리고 페예노르트 3개 구단이 맞대결을 펼쳤다.
마드리드 연고 구단은 이 경기장에 들어오면서 황금기를 맞이했는데, 2부 리그로 두 차례 승격되었고, 뒤어 1부 리그에 입성하여 코파 델 레이 결승전에 두 차례 오르면서, 바르셀로나와 라싱 산탄데르를 꺾기도 했고, 2008년 UEFA컵에서는 바이에른 뮌헨과 8강전을 치르기도 했다.
이 경기장에서 국가대표팀간 친선전도 몇 차례 벌어졌다. 2010년 5월, 여자 챔피언스리그 결승전도 이 곳에서 열렸다.

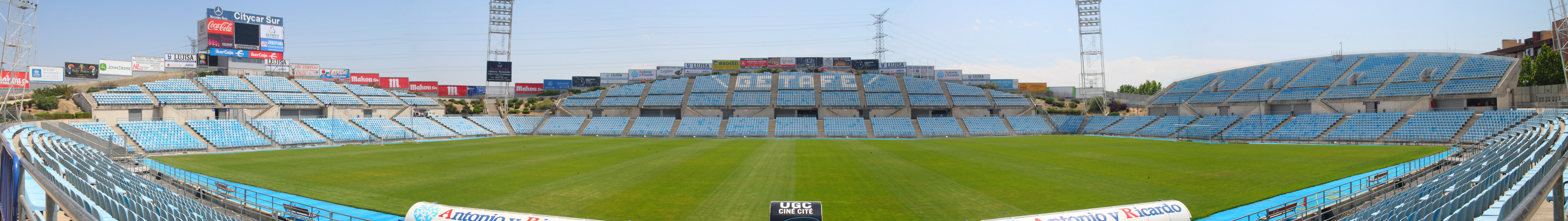
서쪽 스탠드에서 촬영된 파노라마.

헤타페의 구 구장인 라스 마르가리타스 경기장에는 현재 아베니다 데 라스 시우다데스의 "페르난도 데 로스 리오스" 대학교 기숙사가 들어서 있다. 구 경기장은 1996년에 철거되어 콜리세움이 개장하기 전까지 후안 데 보르본길의 후안 데 라 시에르바 경기장에서 안방 경기를 치렀다.

## 기본 사항
| 항목        | 설명            |
| ----------- | --------------- |
| 명칭        | 콜리세움 경기장 |
| 개장        | 1998년          |
| 수용 인원   | 16,500명        |
| 경기장 규모 | 105 ×71 m2      |

## 명칭
경기장은 헤타페 출신이나 출신지 구단에서 뛰어본 적 없는 스페인 전 국가대표 선수 알폰소 페레스의 이름을 따 알폰소 페레스 콜리세움(Coliseum Alfonso Pérez)으로 명명되었다. 그의 명칭은 여성 축구 선수를 기자 회견에서 비하해 구설수에 오르면서 지워졌다.

## 주요 경기
| 날짜            | 팀 1            | 스코어          | 팀 2 | 비고                             |
| --------------- | --------------- | --------------- | ---- | -------------------------------- |
| 2010년 5월 20일 | 투어비네 포츠담 | 0 - 0 7 - 6 (p) | 리옹 | 여자 챔피언스리그 2009-10 결승전 |